# Britisch-irische Beziehungen
Die britisch-irischen Beziehungen bezeichnen das zwischenstaatliche Verhältnis zwischen dem Vereinigten Königreich von Großbritannien und Nordirland und der Republik Irland sowie den jeweiligen Vorgängerstaaten. Die Insel Irland stand lange unter englischer bzw. britischer Herrschaft und die mit dieser Zeit verbundene Unterdrückung der eigenen Kultur hat in Irland in der historischen Erinnerung tiefe Wunden hinterlassen. Nachdem der englische Monarch bereits im 16. Jahrhundert König von Irland wurde, erlangte die heutige Republik Irland als Irischer Freistaat 1922 seine Unabhängigkeit. Dabei blieb Nordirland als Kompromiss gegenüber den Briten ein Teil des Vereinigten Königreichs, was einen bis weit ins 20. Jahrhundert anhaltenden bewaffneten Konflikt in Nordirland verursachte. Beide Staaten haben nach dem Ende des Nordirlandkonflikts in den 1990er Jahren enge Beziehungen etabliert und arbeiten inzwischen partnerschaftlich zusammen.

## Geschichte

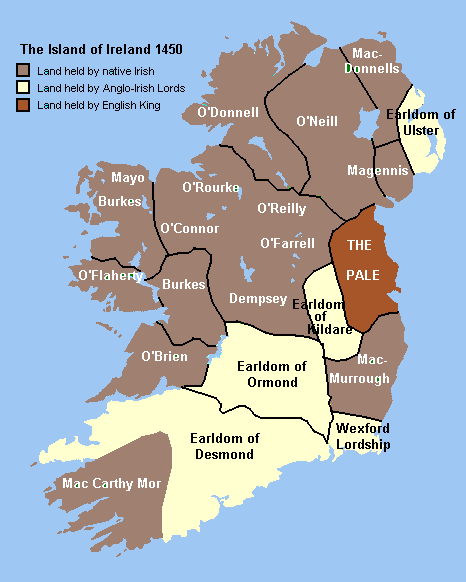
Irland ca. 1450

Interaktionen zwischen Großbritannien und Irland gehen bis auf den Anfang der überlieferten Geschichte zurück. Beide Inseln liegen nah beieinander und sind an ihrem nächsten Punkt nur knapp 80 Kilometer voneinander entfernt. Der aus der römischen Provinz Britannien stammende Patrick von Irland soll 422 das Christentum nach Irland gebracht haben und nach dem Untergang des Römischen Reiches führten Missionare aus Irland das Christentum wieder in Großbritannien ein. Die Ausbreitung der gälischen Kultur in das spätere Schottland (nach dem lateinischen Wort Scoti für „Gälen“) führte zu engen politischen und familiären Bindungen zwischen den Menschen in Irland und Schottland und anderen Teilen Großbritanniens, die vom frühen Mittelalter bis ins 17. Jahrhundert anhielt, als die gälische Kultur zunehmend verdrängt wurde. Die Normannen, inzwischen Herrscher von England, fielen 1169 in Irland ein und etablierten die Kontrolle über einen großen Teil der Insel. Der Schwarze Tod im 14. Jahrhundert und inneren Unruhen in England führten dazu, dass nur noch ein kleiner Teil von Irland unter englischer Herrschaft verblieb, bekannt als English Pale.

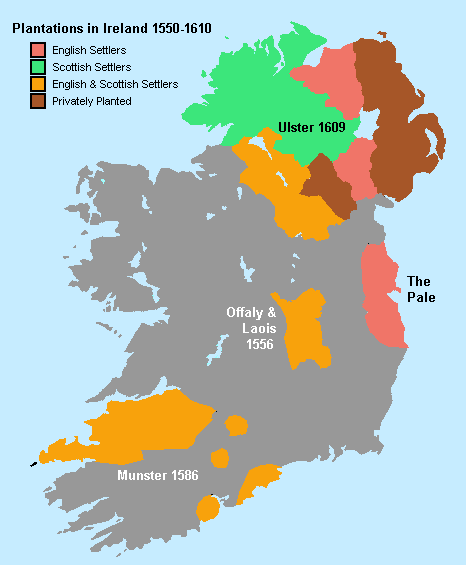
Britische Kolonisation zwischen dem 16. und 17. Jahrhundert

Während der Tudordynastie erlangten die Engländer die Kontrolle zurück und 1541 wurde Heinrich VIII. zum König von Irland gekrönt. Die englische Reformation im 16. Jahrhundert verstärkte den Gegensatz zwischen England und Irland, da die Iren katholisch blieben, was für die Engländer zu einer Begründung für die Unterdrückung der Iren wurde. In Irland initiierte die englische Krone während der Tudor- und Stuart-Ära eine groß angelegte Kolonisierung Irlands, insbesondere der Provinz Ulster, mit protestantischen Siedlern aus Großbritannien. Diese Siedler wurden zur wirtschaftlich und politisch dominanten landbesitzenden Klasse, welche Irland für Jahrhunderte beherrschen sollte. Es kam infolge zu einer Reihe von anti-englischen Aufständen, wie den Desmond-Rebellionen und dem Neunjährigen Krieg in der zweiten Hälfte des 16. Jahrhunderts. 1641 konnten die Iren schließlich durch eine erfolgreiche Rebellion die Engländer für kurze Zeit vertreiben und die Konföderation Irland ausrufen, welche mit den Royalisten im englischen Bürgerkrieg verbündet war. Oliver Cromwell gelang die Rückeroberung Irlands mit brutalen Methoden und 1652 war ganz Irland unter Kontrolle der Engländer. Cromwell vergab daraufhin Land in Irland an seine Anhänger und die katholische Aristokratie in Irland wurde zunehmend enteignet. Cromwell verbannte zahlreiche Katholiken nach Connacht und bis zu 40 Prozent der Bevölkerung Irlands starben durch die englische Invasion und Besetzung.

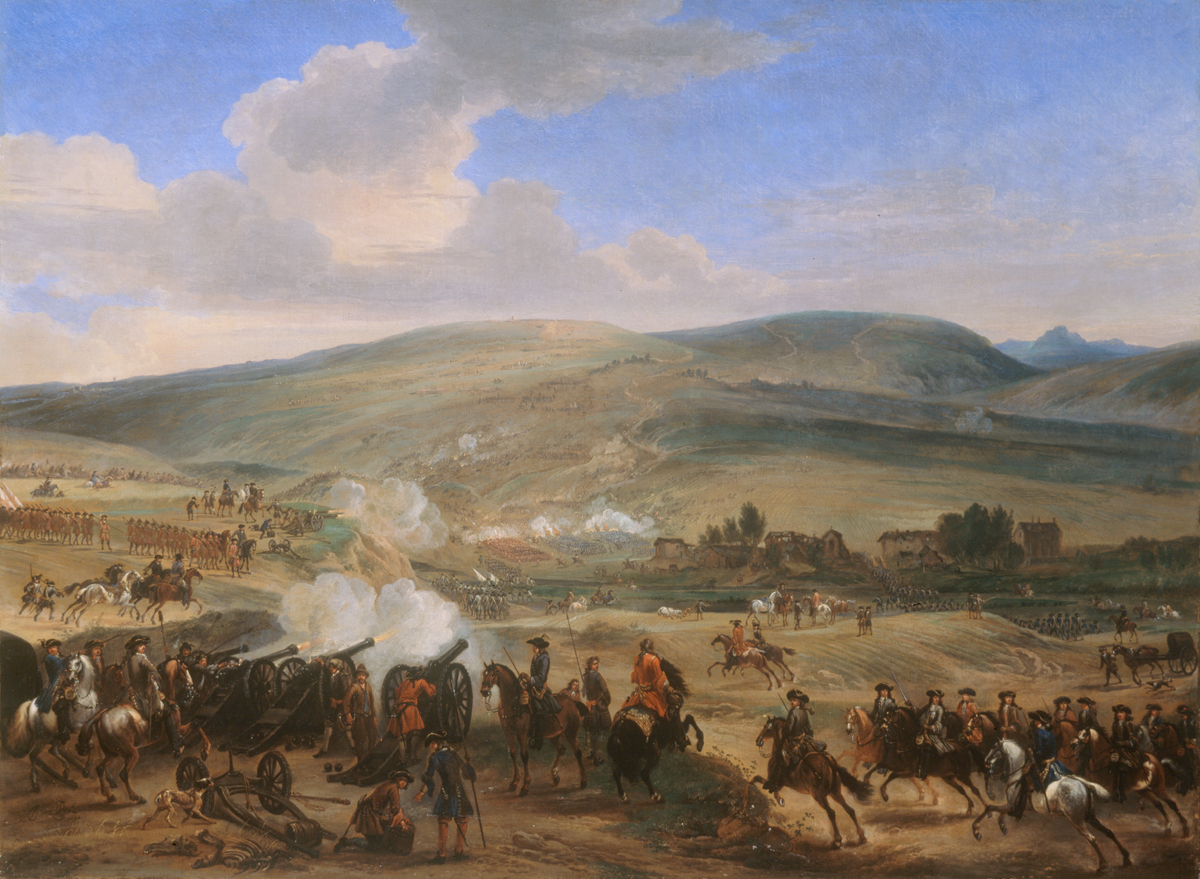
Schlacht am Boyne (1690)

Die Niederlage der Jakobiten bei der Schlacht am Boyne gegen Wilhelm III. 1690 verstärkte die Protestant Ascendancy („protestantische Vorherrschaft“) noch weiter. Mitte des 1700er Jahre befand sich 90 Prozent des Lands in Irland in protestantischer Hand und zahllose diskriminierende Gesetze gegen Katholiken wurden eingeführt (Penal Laws). Katholiken und andere nicht-protestantische Religionen waren vom Wahlrecht und der politischen Beteiligung ausgeschlossen und das Irische Parlament war demzufolge von den Briten loyal gesinnten Protestanten dominiert. Ende des 18. Jahrhunderts trat schließlich mit der Amerikanischen Revolution und Französische Revolution eine leichte Lockerung der Unterdrückung ein, auch um die Loyalität der Iren in Hinsicht auf das revolutionäre Frankreich nicht zu gefährden. Tatsächlich unterstützte Frankreich die Irische Rebellion von 1798 der United Irishmen, welche von den Briten niedergeschlagen wurde. Daraufhin wurde 1801 die Zusammenlegung des Königreich Irland mit dem Königreich Großbritannien auf Initiative von William Pitt dem Jüngeren beschlossen, welche in dem Vereinigten Königreich Großbritannien und Irland aufgingen. Das irische Parlament wurde aufgelöst und Irland verlor endgültig seine Eigenstaatlichkeit.

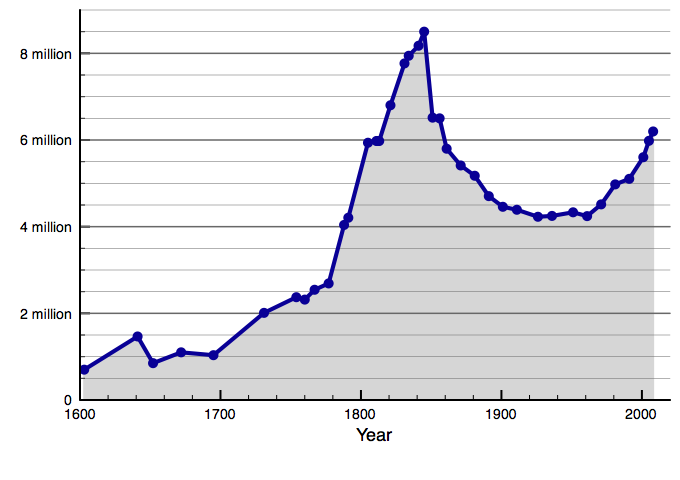
Einwohnerentwicklung in Irland ab 1600

Als Teil des Vereinigten Britanniens standen Irland ein Fünftel der Sitze im House of Commons zu. Die Katholikenemanzipation begann im frühen 19. Jahrhundert und ab 1829 bestand Freihandel zwischen beiden Inseln. Dies konnte allerdings nicht den negativen Einfluss der Industriellen Revolution in Großbritannien auf die traditionelle irische Wirtschaft und die Zerstörung der irischen Landwirtschaft ausgleichen. Die britische Unterdrückung führte zu einer zunehmenden Verarmung und Entvölkerung Irlands (Die Insel hatte im frühen 21. Jahrhundert immer noch nicht wieder die Einwohnerzahl von 1800 erreicht). Zwischen 1845 und 1849 kam es zur großen Hungersnot in Irland, die durch die Kartoffelfäule ausgelöst wurde. Die britische Regierung weigerte sich allerdings im Sinne der Laissez-faire-Ideologie einzugreifen und den Iren zu helfen. Auch wurde weiterhin Getreide aus Irland ins Ausland exportiert, was die Hungerkrise verschärfte. Eine Million Iren starben und eine weitere Million wanderten aus. Die Demografie Irlands erholte sich nie wieder davon, da auch weiterhin zahlreiche Iren wegzogen (vorwiegend in die USA), was von den Briten gefördert wurde. Die Hungersnot und ihre Folgen führte in Irland zu nachhaltiger Verbitterung und verstärkte den Wunsch nach Selbstbestimmung.
1873 entstand schließlich die Home Rule League, welche die irische Selbstverwaltung (sog. Home Rule) anstrebte und nach einer weiteren Hungersnot 1879 entstand die Irish Land League, die sich gegen die Unterdrückung der irischen Bauernschaft richtete. Der Kampf für die irische Selbstbestimmung wurde auch von der irischen Diaspora in den USA unterstützt, wo die militante Fenian Brotherhood das Britische Nordamerika angriff. Zahlreiche irische Nationalisten im House of Commons übten zunehmend Druck auf die britische Politik aus. In den Jahren 1886 und 1893 wurden zwei Gesetze zur irischen Selbstverwaltung im Parlament abgelehnt, da britische Konservative im Bund mit den angloirischen Protestanten die irische Selbstbestimmung ablehnten. Einige Zugeständnisse mussten allerdings gemacht werden, so z.b. durch Landreformen in den Jahren 1903 und 1909. Der irische Nationalismus verstärkte sich dadurch allerdings nur weiter und 1905 wurde die militante Sinn Féin von Arthur Griffith gegründet, die sich für eine Abspaltung vom British Empire mit allen Mitteln aussprach.

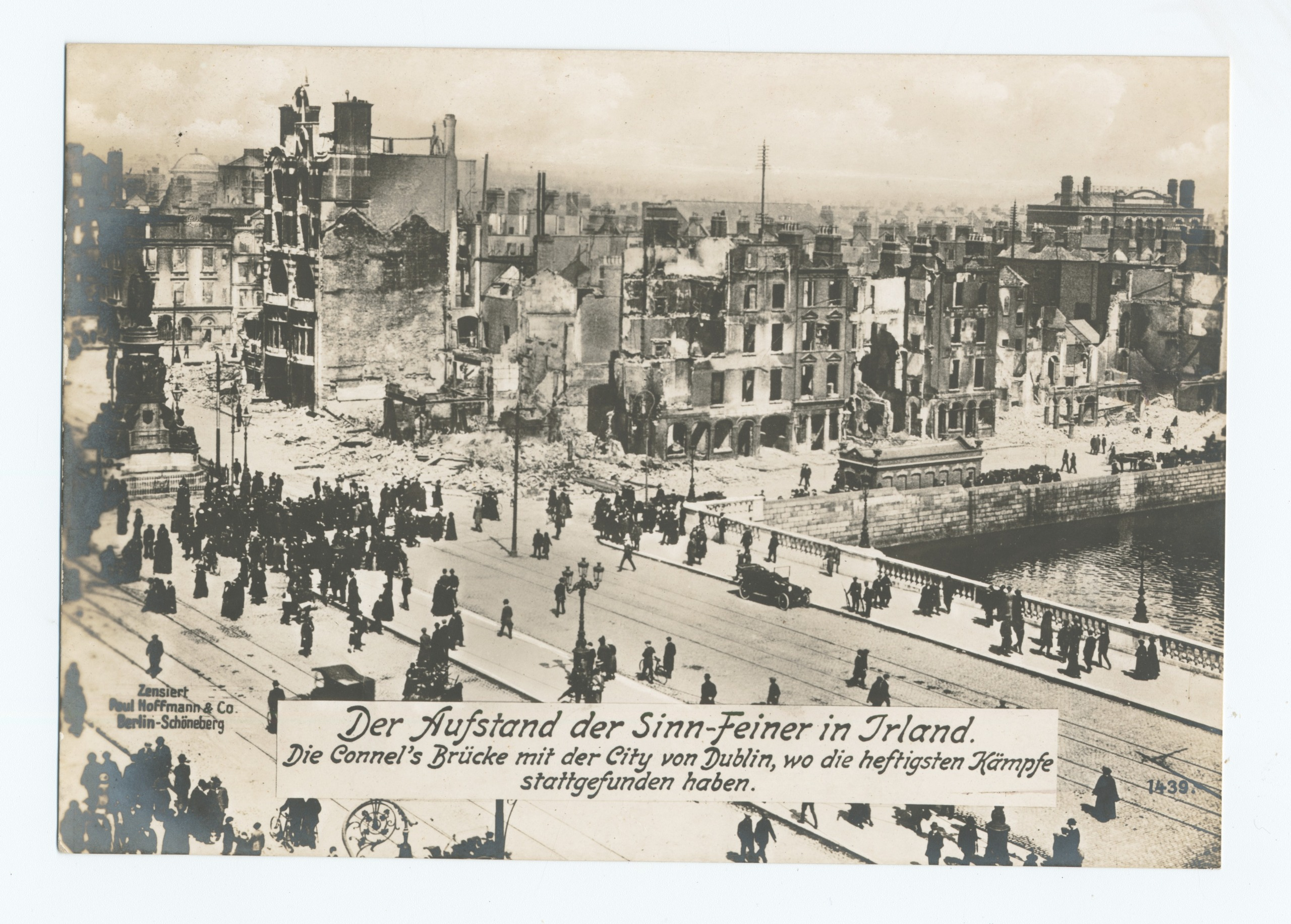
Dublin während des Osteraufstands (1916)

In den 1910er Jahren kam es zu einer politischen Krise in Irland zwischen Anhängern der Home Rule und ihren Gegnern, bestehend aus den Protestanten in Ulster (Nordirland). 1914 wurde schließlich der Government of Ireland Act verabschiedet, der Irland die Selbstverwaltung versprach, die Implementation musste allerdings mit dem Beginn des Ersten Weltkriegs verschoben werden. 1916 kam es in Irland beim Osteraufstand zum Versuch, die irische Unabhängigkeit gewaltsam zu erzwingen. Der Aufstand wurde von den Briten gewaltsam niedergeschlagen, wobei Dublin verwüstet wurde. In den britischen Wahlen im Jahr 1918, bei der Sinn Féin fast 70 % der irischen Sitze erhielt, erklärte Irland unter Éamon de Valera die Unabhängigkeit und ein irisches Parlament wurde in Dublin eingerichtet. Es folgte ein Unabhängigkeitskrieg, der mit dem anglo-irischen Vertrag von 1921 endete, der den unabhängigen irischen Freistaat schuf, während Nordirland als Hochburg der irischen Protestanten Teil des Vereinigten Königreichs blieb. Dieser Kompromiss löste den Irischen Bürgerkrieg zwischen Gegnern und Befürwortern des anglo-irischen Vertrags aus, wobei die Gegner des Vertrags den Anspruch auf Nordirland nicht aufgeben wollten. Die Befürworter gewannen schließlich den Bürgerkrieg 1923.
Die Beziehungen zwischen Irland und Großbritannien blieben daraufhin allerdings angespannt. Fragen der irischen Grenze zu Nordirland und ein anglo-irischer Handelskrieg erschwerten die Zusammenarbeit. 1937 sagte sich Irland endgültig vom Britischen Weltreich los, hörte damit auf, eine Dominion der britischen Krone zu sein und wurde eine Republik. Während des Zweiten Weltkriegs blieb Irland neutral, was die Briten verärgerte, weshalb Winston Churchill eine Invasion Irlands erwog. Für den Fall eines deutschen Angriffs auf Irland wurde der Plan W ausgearbeitet und im Geheimen kam es zur Kooperation zwischen den Briten und den Iren. Nach dem Zweiten Weltkrieg setzte Irland seine Neutralität fort und trat im Kalten Krieg nicht der NATO bei. In der Nachkriegszeit blieben die Beziehungen von der Nordirlandfrage und dem langjährigen Nordirlandkonflikt überschattet. In Nordirland bestand eine anhaltende politische und wirtschaftliche Diskriminierung der irisch-katholischen Bevölkerung, was einen bewaffneten Aufstand der Irish Republican Army (IRA) und weiterer militanter Kräfte gegen die britische Herrschaft auslöste.

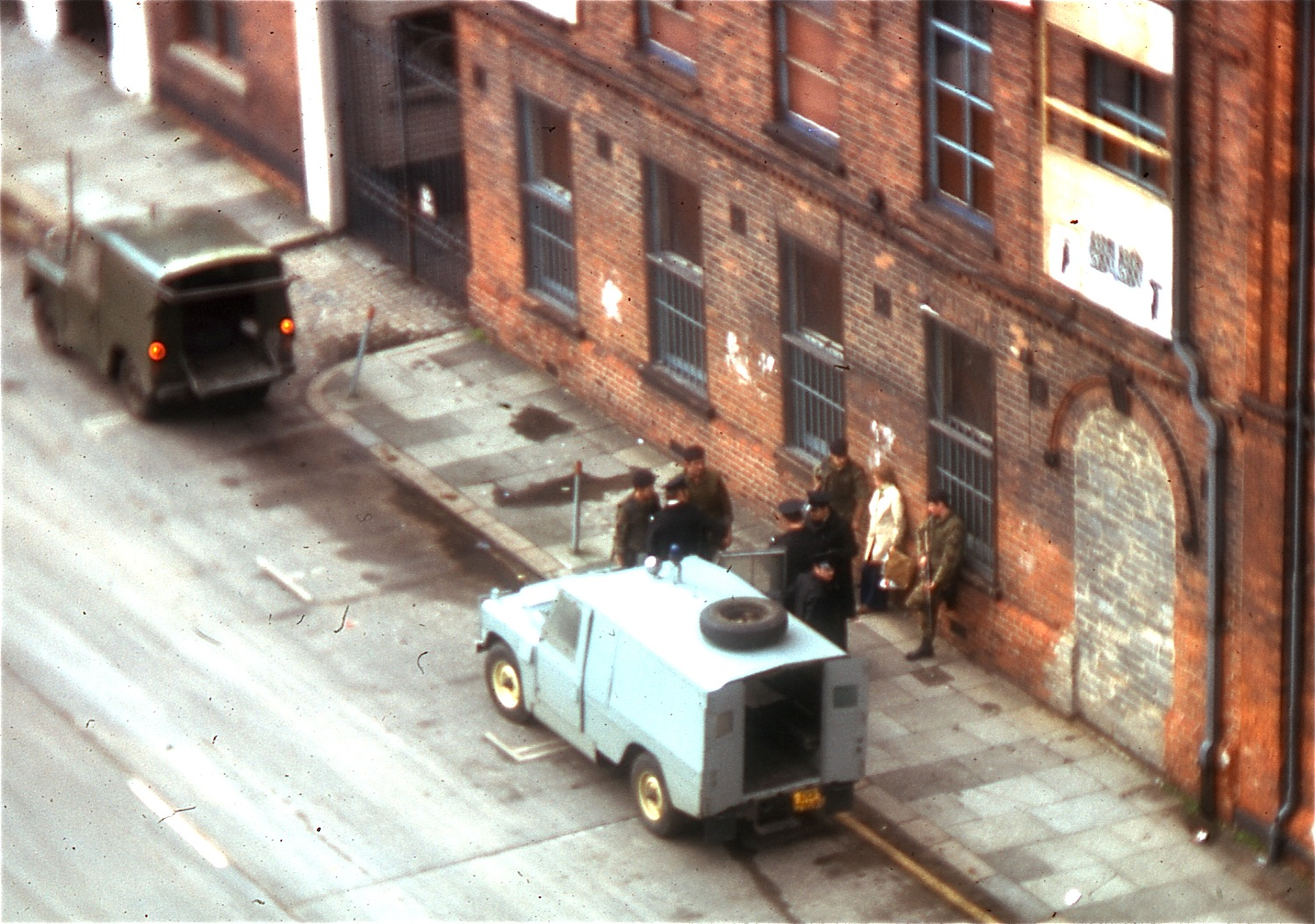
Britische Soldaten in Nordirland (1974)

Die Iren setzten sich für die Rechte der katholischen Bevölkerung ein und die irische Verfassung von 1937 erhob weiterhin Anspruch auf Nordirland als Teil eines vereinigten Irlands. Mit dem Beginn der Troubles 1968 verschlechterten sich die irisch-britischen Beziehungen deutlich. 1970 wurde die beiden irischen Minister Charles J. Haughey und Neil Blaney von Premier Jack Lynch entlassen, da sie geplant hatten der IRA in Nordirland Waffen zukommen zu lassen. Premier Lynch hatte ein gespaltenes Verhältnis zu Nordirland während der Krise, da er einerseits versuchte zu vermitteln und sich andererseits auf eine irische Intervention in Nordirland vorbereitete. Als Tiefpunkt der britisch-irischen Beziehungen der Nachkriegszeit gelten die Jahre von 1971 bis 1973, als sich die Regierung in London kompromisslos zeigte. Nach dem Blutsonntag in Nordirland 1972, bei dem britische Luftlandetruppen in Derry 13 unbewaffnete Demonstranten töteten, zog Dublin in Reaktion seinen Botschafter aus London ab.
Das Abkommen von Sunningdale 1973 führte zu einer Annäherung der beiden Staaten. Das Abkommen, welches Irland ein Mitspracherecht in Nordirland geben sollte, scheiterte allerdings am Widerstand der Unionisten. Eine echte Verbesserung wurde schließlich erst durch das Anglo-Irische Abkommen von 1985 erreicht. Endgültig beigelegt wurde der Nordirlandkonflikt schließlich durch das Karfreitagsabkommen von 1998. Dieses bestätigte den Status quo in Nordirland, schließt die Möglichkeit einer Wiedervereinigung mit der Republik Irland aber nicht aus, wenn sich die Mehrheit der Nordiren dafür aussprechen sollte. In einem Referendum in Irland stimmten dem Abkommen 94 % der Wähler zu und in Nordirland 71 %. Nach dem Ende des gewaltsamen Konflikts wurden die politischen Beziehungen beider Staaten deutlich intensiviert und der British-Irish Council zur Förderung der gemeinsamen Beziehungen etabliert. Seit 1990 besteht auch eine gemeinsame britisch-irische Parlamentariergruppe und die British–Irish Intergovernmental Conference wurde 1998 etabliert.
Nach dem EU-Austritt des Vereinigten Königreichs 2020 wurde das Nordirland-Protokoll verabschiedet, welches weiterhin eine offene Grenze zwischen Nordirland und Irland vorsieht und 2021 in Kraft trat. Der EU-Austritt der Briten hatte davor große Besorgnis in Irland ausgelöst und auch Sorgen vor einem Wiederaufkommen des Konflikts um Nordirland aufkommen lassen. Mit dem Windsor-Abkommen von 2023 bekam Nordirland auch den freien Zugang zum EU-Binnenmarkt.

## Rechtlicher Status von Nordirland
Der rechtliche Status von Nordirland wurde durch das Karfreitagsabkommen von 1998 zwischen Irland, Großbritannien und Nordirland geregelt. Nordirland hat als Landesteil seitdem einen Sonderstatus. Der North/South Ministerial Council mit Sitz in Armagh koordiniert die Politik zwischen der Regierung Irlands und Nordirlands und nimmt bestimmte Regierungsfunktionen auf der gesamten irischen Insel wahr. Daneben kommt es zur Koordination innerhalb des British-Irish Council bei Infrastruktur, Umwelt, Energieversorgung und weiterer Bereiche.
Alle in Nordirland geborene Personen können einen irischen Pass beantragen, dasselbe gilt für Personen mit mindestens einem in Nordirland geborenem Elternteil. Zwischen Nordirland und Irland besteht auch nach dem EU-Austritt weiterhin freier Personen- und Warenverkehr.
Politisch ist die Unterscheidung zwischen protestantischen „Briten“ und katholischen „Iren“ in Nordirland weiterhin relevant. Eine Irische Wiedervereinigung unterstützten laut einer Umfrage von 2022 knapp 55 % der Katholiken und 4 % der Protestanten. Eine politische Spaltung war auch beim Brexit-Referendum 2016 zu beobachten, wo Katholiken mehrheitlich gegen und Protestanten mehrheitlich für den Brexit stimmten.

## Wirtschaftsbeziehungen
Zwischen beiden Staaten bestehen enge Wirtschaftsbeziehungen und gemeinsam mit den Vereinigten Staaten ist Großbritannien der wichtigste Handels- und Investitionspartner. Beide Länder sind moderne Volkswirtschaften mit Fokus auf den Finanzsektor und andere Dienstleistungen, wobei die wirtschaftliche Entwicklung Irlands deutlich später einsetzte und durch den Zugang zum europäischen Markt erleichtert wurde. 2022 exportierte das Vereinigte Königreich Güter im Wert von 54 Milliarden Pfund Sterling nach Irland und importierte im Gegenzug Güter im Welt von 29 Milliarden Pfund aus Irland. Mehr als 40 Prozent der nordirischen Exporte gehen in die Republik Irland.
Beide Länder sind Teil der Common Travel Area und zahlreiche sprachliche, kulturelle und rechtliche Gemeinsamkeiten ermöglichen Unternehmen aus Irland und dem Vereinigten Königreich die Ansiedlung im jeweils anderen Land. Aufgrund der räumlichen Nähe behandeln einige Unternehmen die beiden Länder für Handel, Finanzen und Marketing oft als eine Einheit, indem sie „Vereinigtes Königreich und Irland“ als Einheit behandeln, anstatt beide getrennt anzugeben.

## Kulturbeziehungen
| Die sechs keltischen Nationen: |            |
| Bretagne                       | Insel Man  |
| Cornwall                       | Schottland |
| Irland                         | Wales      |

Viele der Länder und Regionen der britischen Inseln, insbesondere Irland, Wales, Cornwall, die Isle of Man und Schottland, haben ein gemeinsames keltisches Erbe, und in all diesen Ländern gibt es Zweige der Celtic League, einer gemeinsamen Kulturorganisation, die sich für die Förderung der keltischen Kultur und der keltischen Sprachen einsetzt. Der kulturelle Einfluss der Engländer in Irland begann mit der normannischen Invasion im 12. Jahrhundert, womit eine Verdrängung der einheimischen Elite einsetzte. Bis zum 18. Jahrhundert wurde das Gälische weitgehend durch das Englische ersetzt, das heute Amts- und Verkehrssprache in Irland ist. Mit der Unabhängigkeit Irlands begann aber auch eine Rückbesinnung auf das keltische Erbe, was z. B. in der Bezeichnung des irischen Staatschefs als Taoiseach zum Ausdruck kommt.
Waren die Kulturbeziehungen lange von religiösen Gegensätzen und der langjährigen Unterdrückung der irischen Kultur überschattet, sind sie heute freundschaftlich. Die gemeinsame Sprache verleiht den Menschen in Irland ein hohes Maß an Vertrautheit mit kulturellen Angelegenheiten im Vereinigten Königreich. Einige kulturelle Veranstaltungen werden für die Inselgruppe als Ganzes organisiert. So werden beispielsweise die Costa Book Awards an Autoren verliehen, die im Vereinigten Königreich oder in Irland ansässig sind. Der Booker Prize wird an Autoren aus dem Commonwealth of Nations und Irland verliehen. Der Mercury Music Prize wird jedes Jahr für das beste Album eines irischen oder britischen Musikers oder einer Gruppe verliehen.
Die British and Irish Lions sind eine Rugby-Union-Mannschaft, die sich aus Spielern aus England, Irland, Schottland und Wales zusammensetzt. Der Ryder Cup im Golf wurde ursprünglich zwischen einer Mannschaft der Vereinigten Staaten und einer Mannschaft aus Großbritannien und Irland ausgetragen. Ab 1979 wurde er auf ganz Europa ausgeweitet.
Zahlreiche Iren sind über die letzten Jahrhunderte aus persönlichen oder wirtschaftlichen Gründen in das Vereinigte Königreich migriert. Knapp 6 Millionen Briten sind deshalb irischer Abstammung. Auch die Besiedelung Irlands durch Briten geht viele Jahrhunderte zurück. Zu deren Nachfahren zählt ein großer Teil der Bevölkerung Nordirlands wie die Ulster-Schotten, die auch in die Neue Welt migriert sind. Deren Sprache Ulster Scots ist heute eine Minderheitensprache in Irland und Nordirland.

## Diplomatische Standorte
- Irland hat eine Botschaft in London und Generalkonsulate in Cardiff, Edinburgh und Manchester.
- Das Vereinigte Königreich hat eine Botschaft in Dublin.

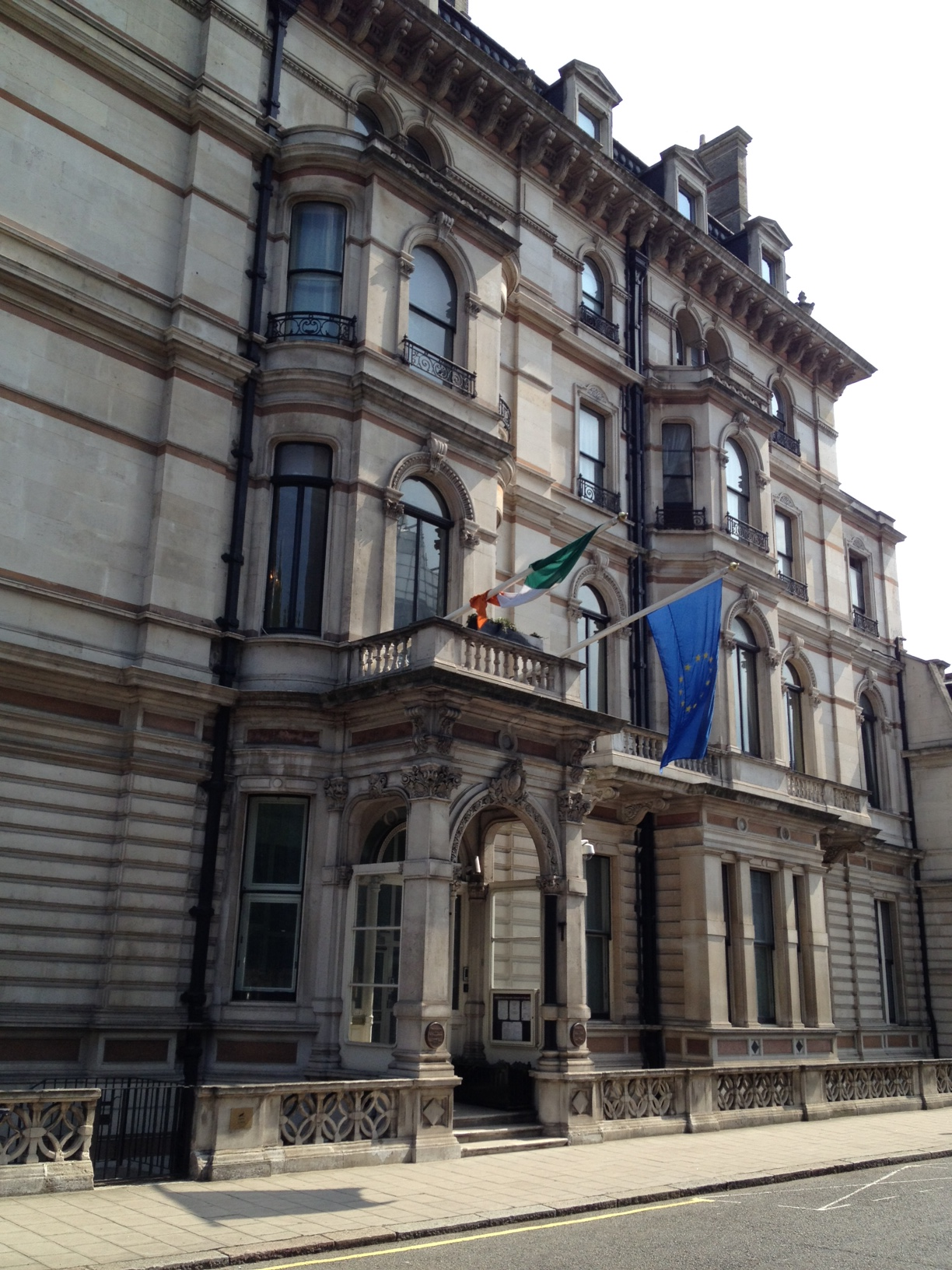
Irische Botschaft in London
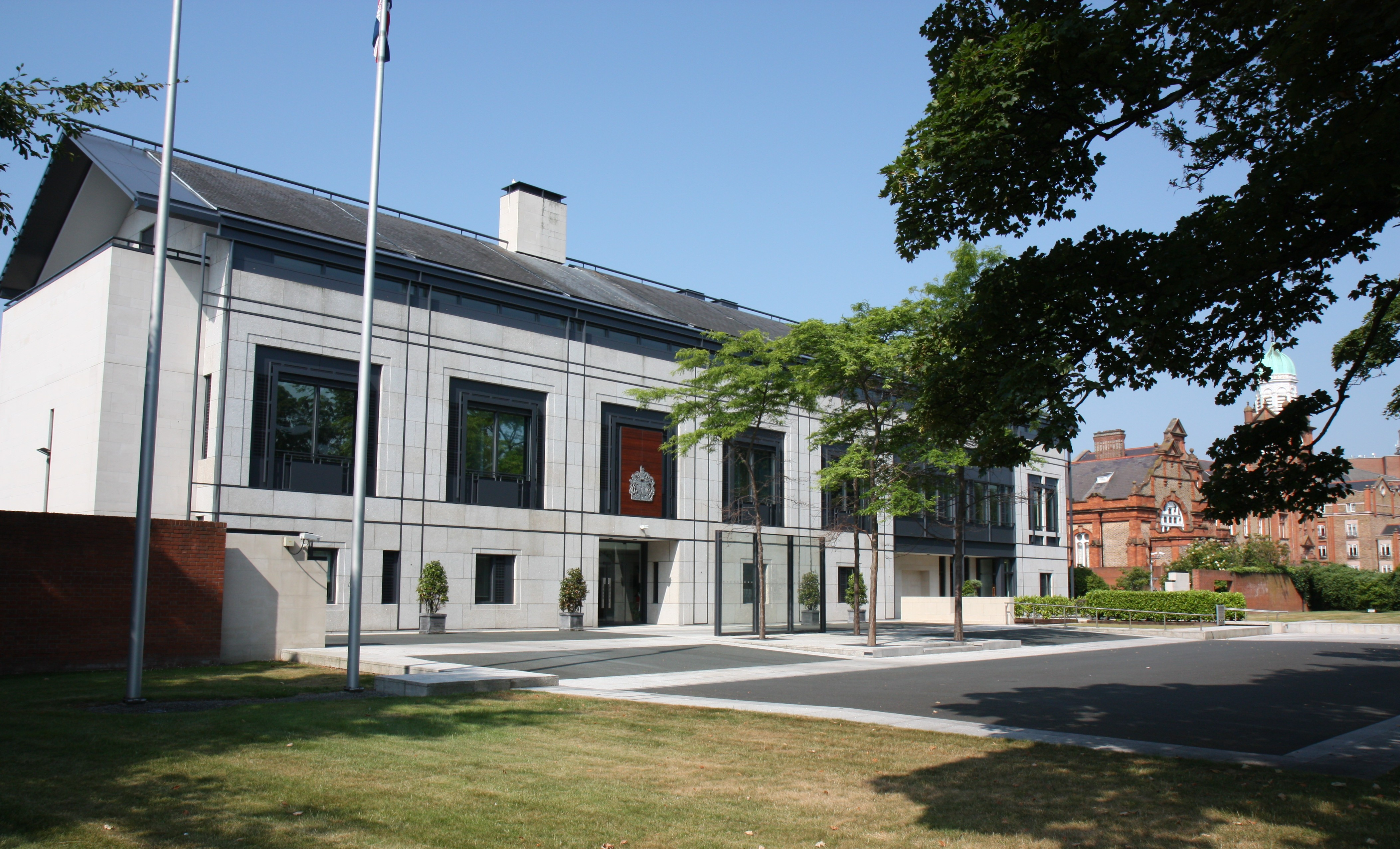
Britische Botschaft in Dublin